# Vĩnh Thành
Vĩnh Thành is een xã, in het district Châu Thành, een van de Vietnamese provincie An Giang in de Mekong-delta.

## Zie ook

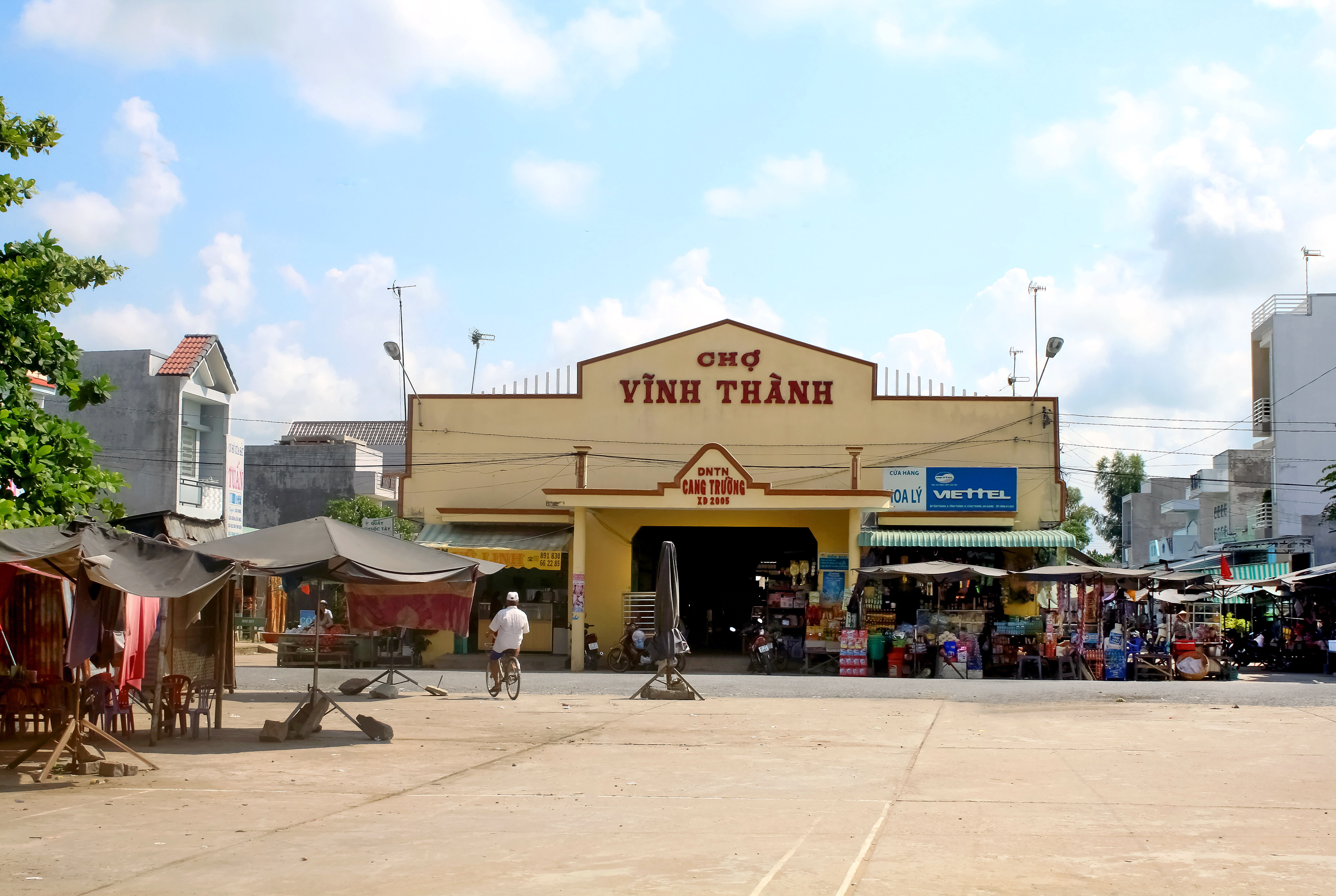
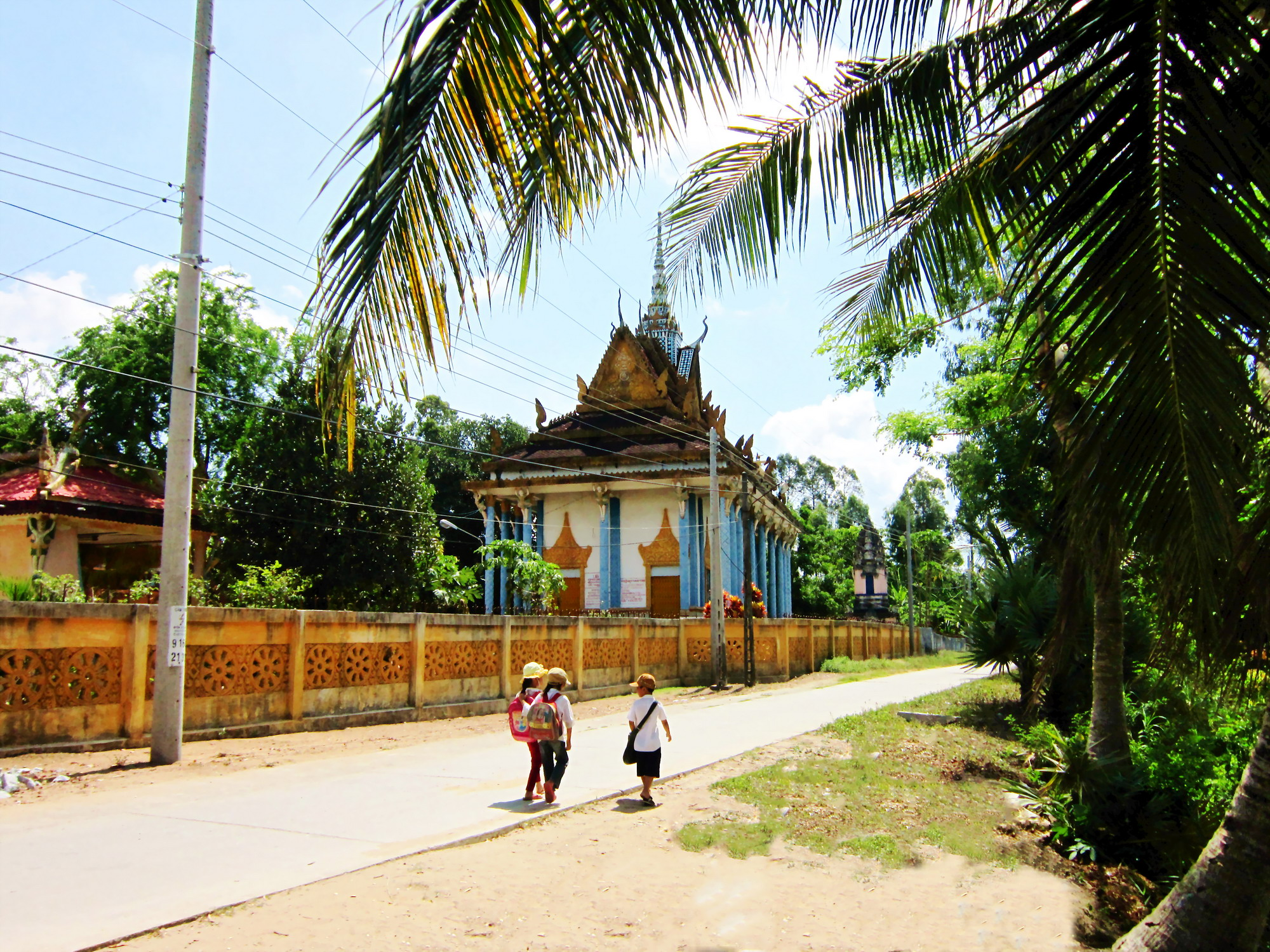